# Kia Shuma
Kia Shuma – samochód osobowy klasy kompaktowej produkowany pod południowokoreańską marką Kia w latach 1997 – 2004.

## Historia i opis modelu

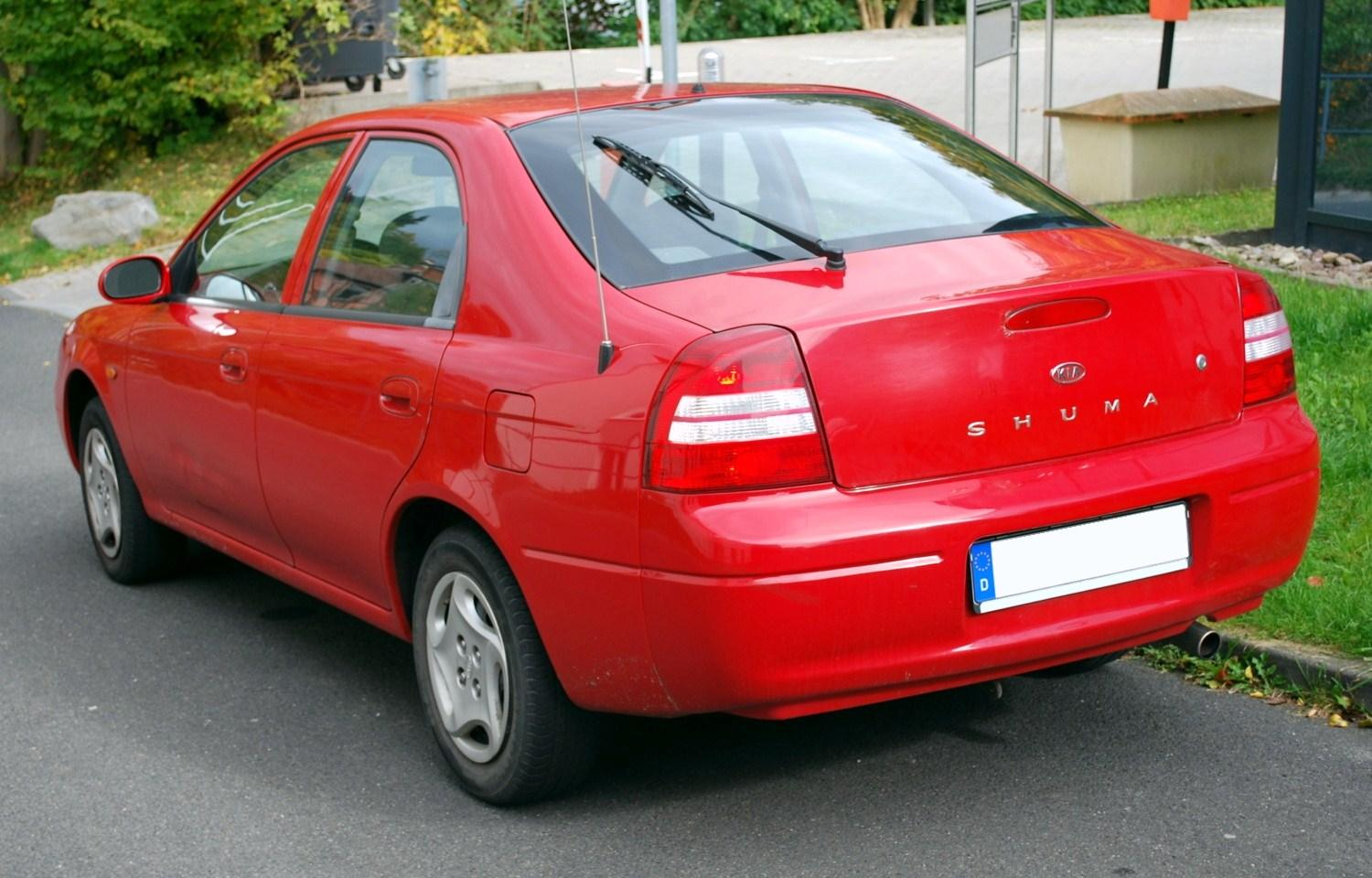
Kia Shuma - tył

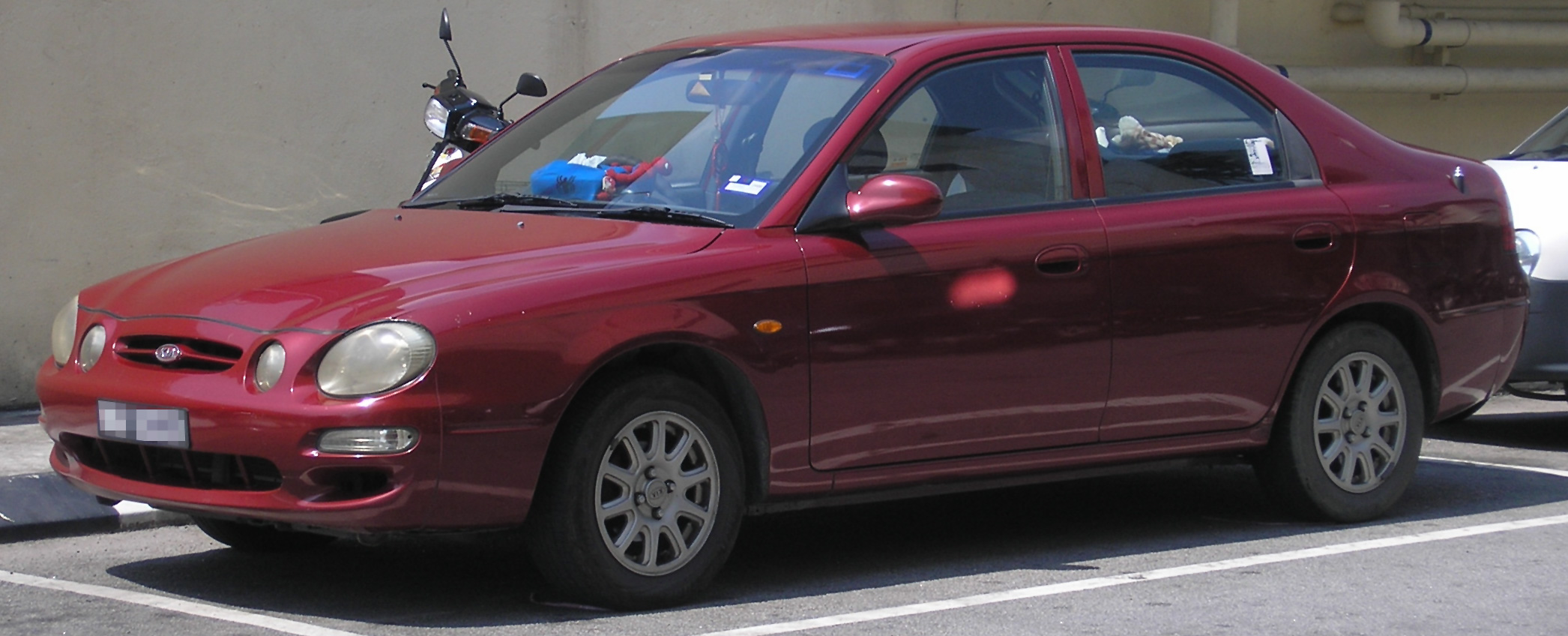
malezyjska Kia Sephia Hatchback

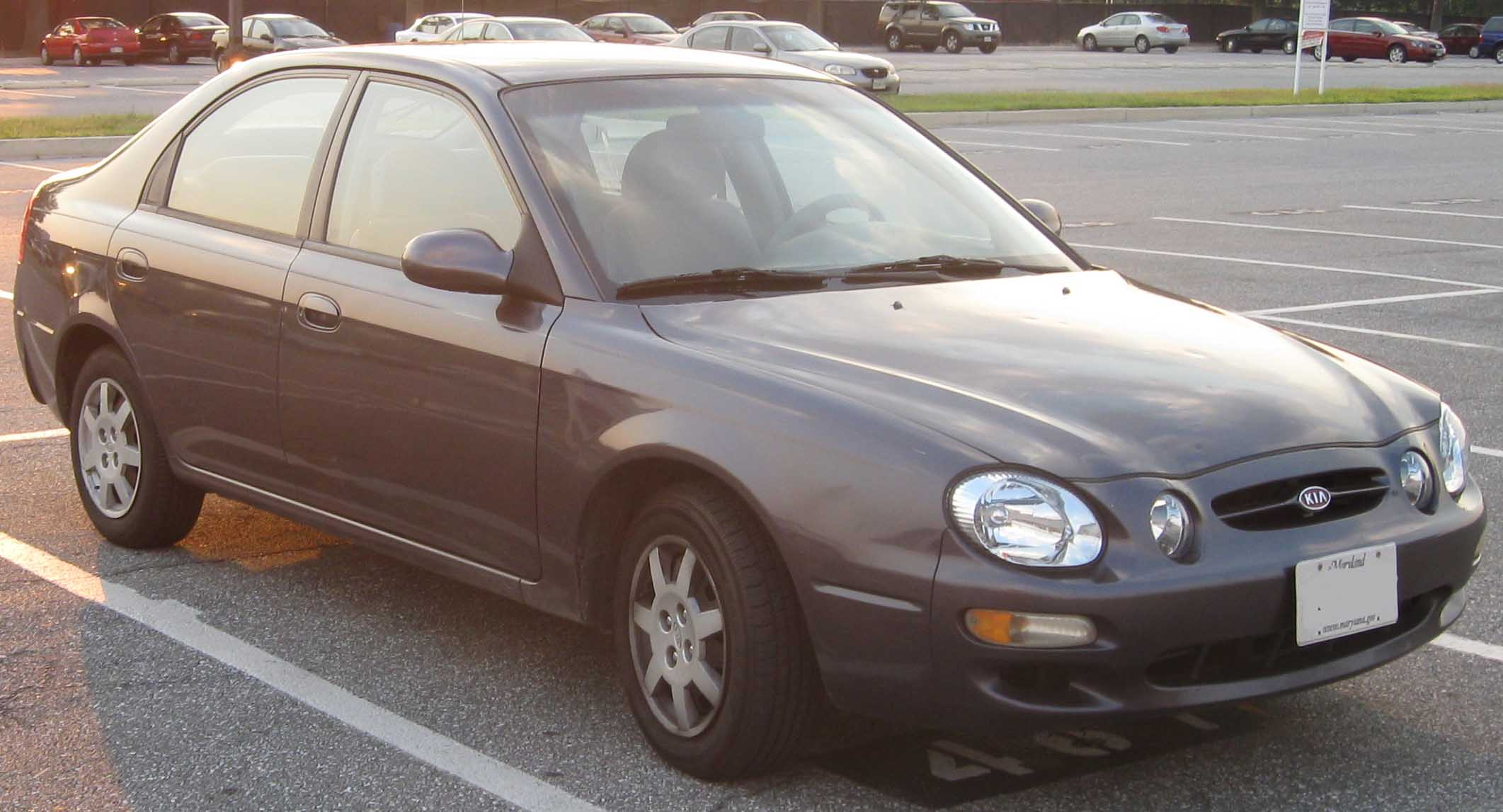
amerykańska Kia Spectra Hatchback

Konstruując kolejne wcielenie modelu Sephia, Kia zdecydowała się nadać indywidualny charakter następcy odmiany pięciodrzwiowej. 
Otrzymała ona odrębną, względem Sephii Sedan, stylizację charakteryzującą się awangardowymi, potrójnymi kloszami reflektorów i obłą sylwetką z płynnie opadającą linią dachu. Płynnie wkomponowano w nią bryłę bagażnika, którego klapa otwierałą się z szybą.
Dla podkreślenia odrębnego charakteru względem bliźniaczej odmiany trójbryłowej, samochód otrzymał inną nazwę Kia Shuma. Z Sephią pojazd dzielił te same czterocylindrowe jednostki napędowe, a także 5-biegową manualną lub 4-biegową automatyczną skrzynię biegów.

### Sprzedaż
Nie na wszystkich rynkach zbytu Kia Shuma była oferowana pod odrębną nazwą. W Australii samochód oferowano pod taką samą nazwą, jak wersja sedan - Kia Mentor, z kolei w Ameryce Południowej, Azji i Ameryce Północnej Shuma stanowiła element gamy modelu Kia Sephia. Na tym ostatnim rynku w 1999 roku, tuż przed restylizacją, samochód zmienił nazwę na Kia Spectra.

### Silniki
- L4 1.5l DOHC 88 KM
- L4 1.8l DOHC 110 KM

### Shuma FL

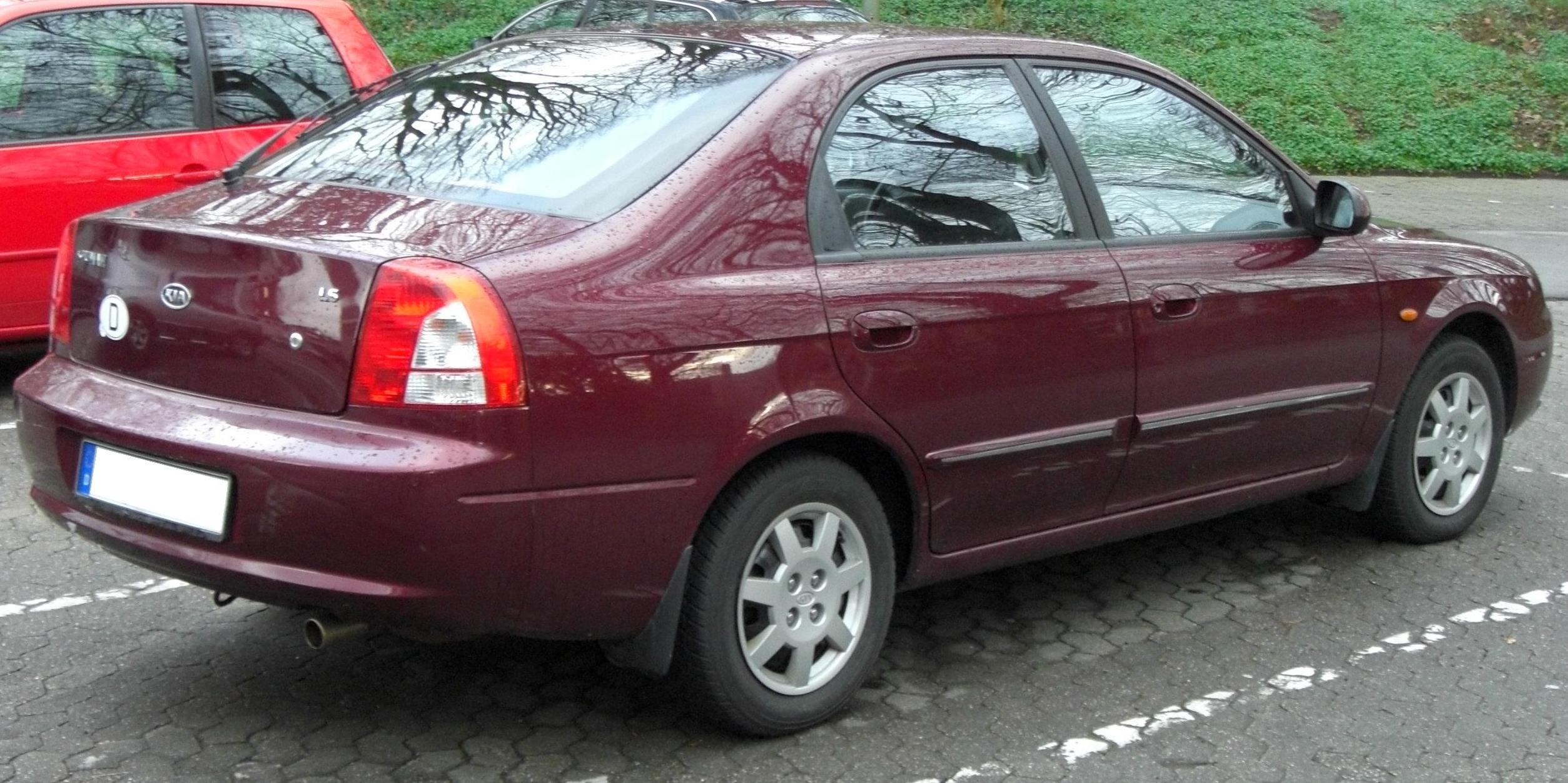
Kia Shuma II - tył

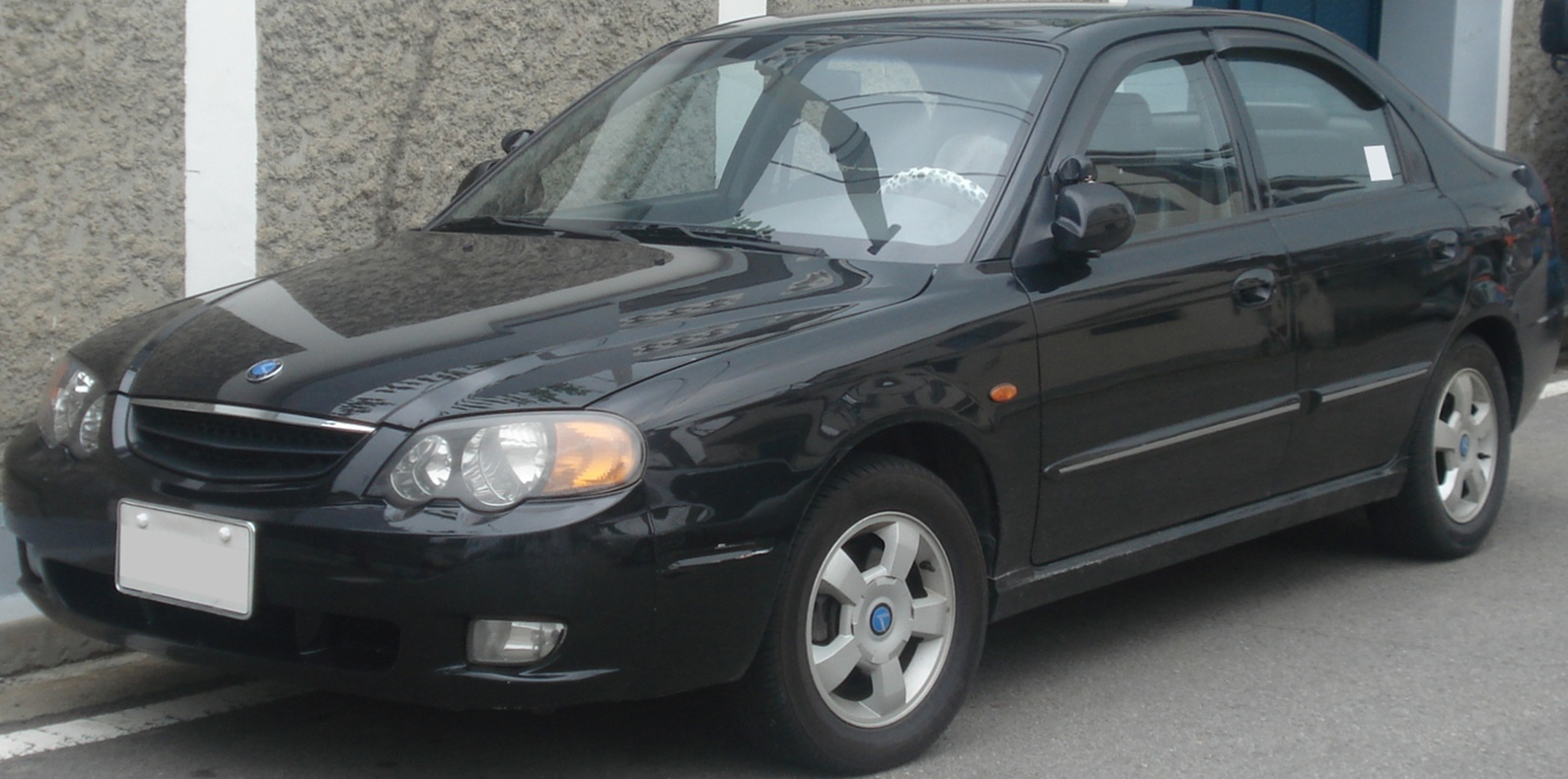
południowokoreańska Kia Spectra Wing

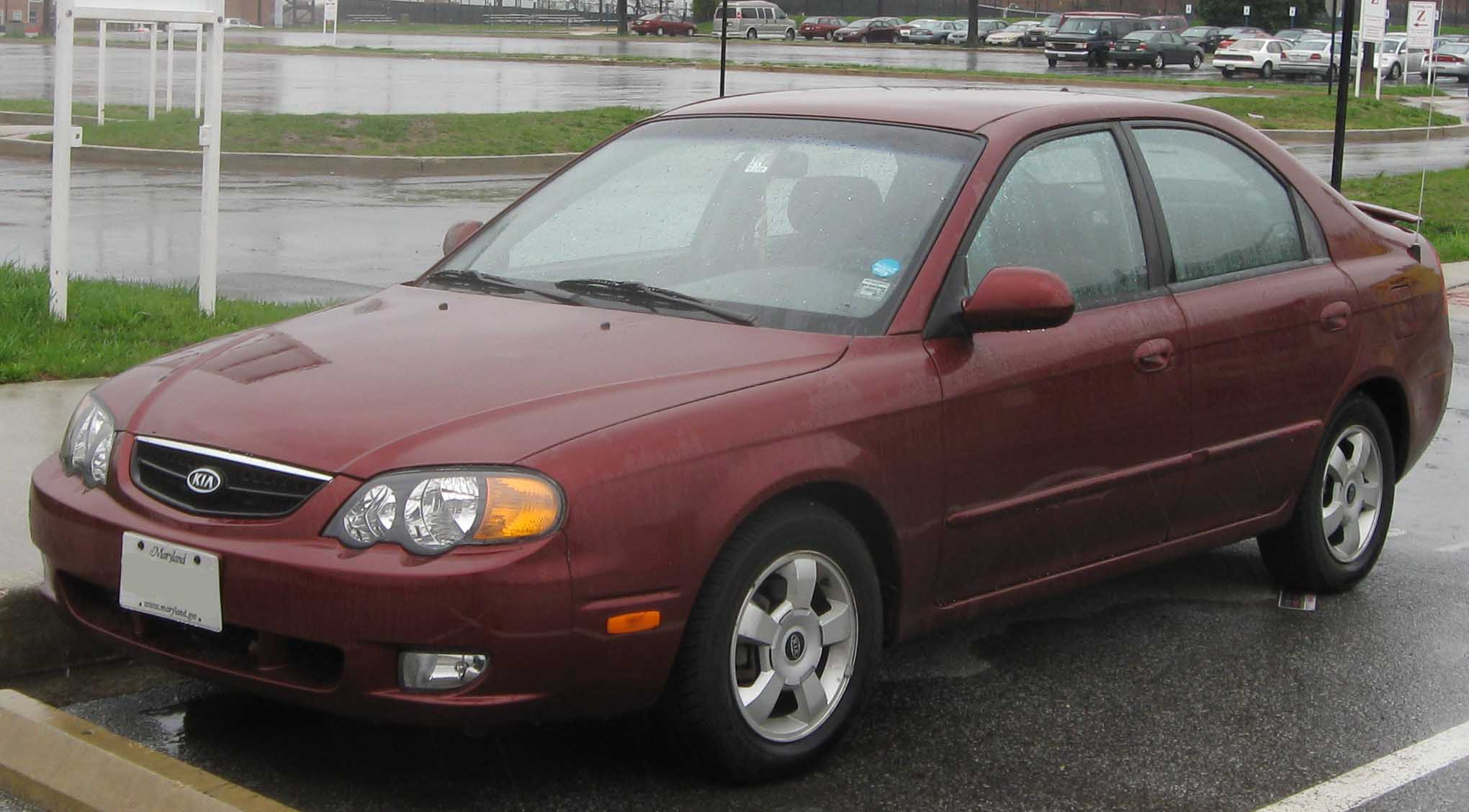
amerykańska Kia Spectra Hatchback

Kia Shuma FL została zaprezentowana po raz pierwszy w 2000 roku.
W ramach obszernej restylizacji, Shuma zyskała znaczne modyfikacje wyglądu zewnętrznego, na czele z zupełnie nowym wyglądem pasa przedniego. Nietypowe, trzyczęściowe reflektory zastąpiono zespolonymi, półowalnymi lampami o bardziej konwencjonalnym kształcie z charakterystycznymi, ciemniejszymi wkładami. Zmianie uległ także kształt zderzaka oraz atrapa chłodnicy.
Zrestylizowana Shuma otrzymała także inne wkłady lamp tylnych, przestylizowany zderzak i odświeżony projekt kokpitu z nowym odcieniem materiałów wykorzystanych do wykończenia. Choć zmiany były jedynie liftingiem, samochód był oferowany jako Kia Shuma II.

### Sprzedaż
Wzorem odmiany sedan, Kia Shuma po restylizacji również zaadaptowała od niego nazwę Kia Spectra. Podobną zmianę w nazwie pojazd przeszedł w Korei Południowej, gdzie wzbogacono ją o dodatkowy człon. W efekcie, samochód swoją odrębną wobec sedana stylizację podkreślał nazwą Kia Spectra Wing.

### Silniki
- L4 1.6l DOHC 102 KM
- L4 1.8l DOHC 114 KM